# Vini Locatelli
Vinícius Farias Locatelli, mais conhecido como Vinícius Locatelli ou Vini Locatelli (Campo Grande, 23 de março de 1998), é um futebolista brasileiro que atua como meia-atacante. Atualmente joga pelo Amazonas FC.

## Carreira

### Chapecoense
Nascido em Campo Grande, no Mato Grosso do Sul, Vini Locatelli iniciou sua carreira quando chegou às categorias de base da Chapecoense em 2015, somente promovido em 2019, após se destacar na Copa São Paulo de Futebol Júnior de 2018 e no Campeonato Brasileiro de Aspirantes de 2018.
Sua estreia como profissional aconteceu em 24 de fevereiro de 2019, entrando como substituto no lugar de Alan Ruschel em uma derrota fora de casa por 2 a 0 contra o Marcílio Dias, pelo Campeonato Catarinense de 2019. Seu primeiro gol aconteceu em 31 de março, marcando o segundo gol na partida de quando a sua equipe venceu em casa o Brusque por 2 a 0.
Após se destacar no início da temporada, em 11 de março de 2020, Vini Locatelli renovou com a Chapecoense por um contrato até 2022. Com o acordo, o atleta teve um aumento salarial concedido e também a multa rescisória estipulada em R$ 70 milhões. Usando a camisa 10 do time catarinense na mesma temporada, recebeu diversas propostas de clubes brasileiros inclusive do Athletico Paranaense, mas acabaram recusando todas. Participou no mesmo ano das conquistas do Campeonato Catarinense de 2020 e da Série B de 2020.

### Ferroviária
Em 7 de fevereiro de 2021, foi anunciado que Vini Locatelli foi transferido em definitivo à Ferroviária em definitivo, no mesmo dia em que se despediu da Chapecoense.

### Ponte Preta
Em 22 de fevereiro de 2021, após ser contratado pela Ferroviária, Vini Locatelli foi anunciado pela Ponte Preta por um contrato de empréstimo até o final do ano. Sua estreia aconteceu em 27 de fevereiro, entrando como titular em um empate fora de casa por 1 a 1 com o Grêmio Novorizontino, pelo Campeonato Paulista de 2021.

### Democrata
Chegou ao Democrata com o Campeonato Mineiro em andamento, e fez sua estreia no dia 9 de fevereiro de 2022, no jogo contra o Cruzeiro. Locatelli não demorou muito para conseguir a titularidade, sendo uma das principais armas na conquista do Troféu Inconfidência de 2022, que garantiu ao Democrata o acesso à Série D de 2023.

## Títulos
Chapecoense
- Campeonato Catarinense: 2020
- Campeonato Brasileiro - Série B: 2020

Democrata
- Troféu Inconfidência: 2022

Athletic Club
- Recopa Mineira: 2023

Amazonas
- Campeonato Amazonense: 2023
- Campeonato Brasileiro - Série C: 2023